# Michel Kreek
Michel Kreek (Amsterdam, 16 gennaio 1971) è un dirigente sportivo, allenatore di calcio ed ex calciatore olandese, di ruolo centrocampista, osservatore dell’Ajax.

## Carriera

### Giocatore

#### Club

##### LaPatatgeneratiedell'Ajax
Michel Kreek comincia a giocare a calcio nel De Eland SDC dove viene notato dagli scout dell'Ajax che lo ingaggiano. Nelle giovanili dei lancieri viene a far parte della generazione denominata Patatgeneratie insieme a Dennis Bergkamp, Marciano Vink, Bryan Roy, Richard Witschge, Frank e Ronald de Boer.
Debutta nella stagione 1989-1990, anno in cui veste la maglia dell'Ajax per 2 volte. Proprio in questa stagione la squadra olandese conquista lo scudetto ai danni del PSV. Con il passare del tempo Kreek compare sempre di più in campo fino a diventare titolare nella stagione 1991-1992. L'Ajax conquista la Coppa UEFA, battendo il Torino. Arriveranno, sempre con la squadra olandese, la Coppa d'Olanda 1992-1993 vinta contro l'Heerenveen per 5-2, la Supercoppa 1993 e un altro scudetto nel 1993-1994 sul Feyenoord.

##### Padova e Perugia

Kreek in azione al Perugia nel 1996

L'anno successivo viene ceduto tramite Mino Raiola al Padova, dove rimane per due stagioni di Serie A, contribuendo alla salvezza nella stagione 1994-1995 realizzando il rigore decisivo nello spareggio di Firenze contro il Genoa.
Lascia la squadra veneta nell'estate del 1996, a seguito della retrocessione di questa in Serie B, passando al Perugia, dove rimane per una sola stagione, che si conclude anch'essa con una retrocessione nella serie cadetta. Kreek porta così a termine la sua esperienza in Italia per tornare nei Paesi Bassi.

##### Vitesse, AEK Atene e Willem II
Nella stagione 1997-1998 gioca per il Vitesse dove rimane per cinque anni, giocando 150 partite. Al primo anno la squadra raggiunge il terzo posto storico in campionato, piazzandosi dietro a Ajax e PSV. Nelle successive due stagioni si piazzano al quarto posto, poi sesto e quinto posto per chiudere l'avventura nella squadra di Arnhem nel 2001-2002.
Passa poi al AEK Atene dove conquista un terzo e quarto posto in campionato. Nell'estate del 2004 torna nei Paesi Bassi al Willem II dove, dopo un decimo e diciassettesimo posto in campionato, termina la carriera nel 2006.

#### Nazionale
Con la nazionale olandese Kreek è stato convocato due volte: una nel 1992, contro la Svezia, dove non è sceso in campo, e una nel 1995, in amichevole contro il Portogallo, in cui ha disputato la sua prima e unica partita con la sua nazionale.

### Allenatore e dirigente
Dal 2006 è direttore del settore giovanile dell'Ajax, e dal 2009 ne allena la squadra C-1.
Il 28 novembre 2011 Johan Cruijff, membro del consiglio direttivo dell'Ajax, insieme agli allenatori del vivaio Wim Jonk, Dennis Bergkamp, Bryan Roy, Ronald de Boer, John Bosman, Jaap Stam, Marc Overmars, Michel Kreek, Orlando Trustfull e Dean Gorre ha annunciato che avrebbe adito le vie legali ritenendo che gli ingaggi dei tre nuovi dirigenti Louis van Gaal, Martin Sturkenboom e Danny Blind violino la politica a livello tecnico adottata dal club. Il 7 febbraio 2012 è stata pronunciata la sentenza secondo la quale la nomina di van Gaal a direttore generale dei lancieri sarebbe stata irregolare e così il 10 febbraio il board (quattro consiglieri più Cruijff, che resta come consulente) si è dimesso insieme a Martin Sturkenboom e Danny Blind.
Dal 1º luglio 2013 diventa coordinatore del vivaio e allenatore della selezione A-1 dell'Almere City.
Il 13 agosto 2016 è collaboratore tecnico di Frank de Boer all'Inter, facendo anche da interprete data la sua conoscenza della lingua italiana. Il 1 novembre viene esonerato il tecnico olandese con tutto il suo staff.
Segue un'esperienza nella nazionale femminile come vice e come tecnico dell'Under 20.
Il 1 agosto 2019 ritorna all’Ajax come direttore tecnico e coordinatore delle giovanili.
Dal 2021 è vice di John Heitinga nell'Under 21 sostituendolo ad interim nel gennaio del 2023 quando è promosso al posto di Alfred Schreuder in prima squadra.
In estate diventa responsabile dei giocatori in prestito dei lancieri.

## Statistiche

### Cronologia presenze e reti in nazionale
| Cronologia completa delle presenze e delle reti in nazionale ― Paesi Bassi | Cronologia completa delle presenze e delle reti in nazionale ― Paesi Bassi | Cronologia completa delle presenze e delle reti in nazionale ― Paesi Bassi | Cronologia completa delle presenze e delle reti in nazionale ― Paesi Bassi | Cronologia completa delle presenze e delle reti in nazionale ― Paesi Bassi | Cronologia completa delle presenze e delle reti in nazionale ― Paesi Bassi | Cronologia completa delle presenze e delle reti in nazionale ― Paesi Bassi | Cronologia completa delle presenze e delle reti in nazionale ― Paesi Bassi |
| Data                                                                       | Città                                                                      | In casa                                                                    | Risultato                                                                  | Ospiti                                                                     | Competizione                                                               | Reti                                                                       | Note                                                                       |
| -------------------------------------------------------------------------- | -------------------------------------------------------------------------- | -------------------------------------------------------------------------- | -------------------------------------------------------------------------- | -------------------------------------------------------------------------- | -------------------------------------------------------------------------- | -------------------------------------------------------------------------- | -------------------------------------------------------------------------- |
| 22-2-1995                                                                  | Amsterdam                                                                  | Paesi Bassi                                                                | 0 – 1                                                                      | Portogallo                                                                 | Amichevole                                                                 | -                                                                          |                                                                            |
| Totale                                                                     |                                                                            | Presenze                                                                   | 1                                                                          |                                                                            | Reti                                                                       | 0                                                                          |                                                                            |

## Palmarès

### Giocatore

#### Competizioni nazionali
- Campionato olandese: 2

Ajax: 1992-1993, 1993-1994
- Supercoppa dei Paesi Bassi: 2

Ajax: 1993, 1994

#### Competizioni internazionali
- Coppa UEFA: 1

Ajax: 1991-1992